# 宮田淳一
宮田 淳一（みやた じゅんいち、1956年 - 2003年7月25日）は、日本の漫画家。鹿児島県出身。
『さすらいの魔術師』でデビュー（原作：横山朗、少年チャレンジ掲載）。代表作に『タイガーマスク二世』など。また、『極道おとこ塾』『サギ師一平』はどちらもOV化されている。
2003年8月5日発売の週刊漫画アクションに訃報が載り、同誌で休載中だった『颶風』は未完となった。

## 作品リスト
- パチンコ梁山泊（原作：浜田文太）
- タイガーマスク二世（原作：梶原一騎、週刊少年マガジン増刊号 1981年9月11日号 - 1983年1月6日号連載）
- モデルガン戦隊（コミックボンボン 1983年連載）
- 颶風（原作：かわさき健、漫画アクション連載）
- サギ師一平（原作：西陽一、週刊漫画TIMES連載）
- 極道包丁（原作：三田武詩）
- ピンクのセールスマン
- 極道おとこ塾（原作：三田武詩）
- ウルトラマン 封印解けし時（COMIC'S★ウルトラ大全集）
- ウルトラマンパワード（テレビマガジン 1993年11月号 - 1994年連載）
- ウルトラマンネオス（テレビマガジン 1995年連載）
- 羅威電が征く（原作：高嶋俊満）
- 実録まんが タイガー・マスク